# Fiorenzo Ballardin
Fiorenzo Ballardin (* 5. September 1948 in Sandrigo) ist ein ehemaliger italienischer Radrennfahrer.

## Sportliche Laufbahn
Ballardin erhielt 1970 seine erste Berufung in die italienische Nationalmannschaft der Amateure. Er hatte zuvor eine Reihe von Podiumsplatzierungen erzielt, aber noch kein bedeutenderes Rennen gewonnen. Er startete 1970 in der Internationalen Friedensfahrt und beendete das Etappenrennen auf dem 65. Platz. 1972 wurde er 32. und 1973 schied er aus. In der Friedensfahrt 1973 gewann er die 2. Etappe.
Ballardin gewann die Eintagesrennen Trofeo Raffaele Marcoli 1970, Coppa Caduti Nervianesi 1971 und 1974. Im Giro del Bergamasco 1973 wurde er beim Sieg von Jiří Mainuš Dritter. 1970 war er Mitglied des italienischen Vierers bei den UCI-Straßen-Weltmeisterschaften im Mannschaftszeitfahren. Italien kam mit Fiorenzo Ballardin, Giuseppe Rosolen, Agostino Bertagnoli und Wladimiro Plazzi auf den 4. Rang.